# Липов Песак
Липов Песак је насељено место у Карловачкој жупанији у Хрватској. Административно припада општини Генералски Стол.

## Становништво
Према попису становништва из 2001. године, насеље је имало 47 становника у 21 породичних домаћинстава.
Кретање броја становника по пописима 1857—2001.
| година пописа  | 1857. | 1869. | 1880. | 1890. | 1900. | 1910. | 1921. | 1931. | 1948. | 1953. | 1961. | 1971. | 1981. | 1991. | 2001. |
| бр. становника | 60    | 52    | 53    | 65    | 80    | 81    | 77    | 90    | 122   | 114   | 96    | 77    | 57    | 48    | 42    |

Напомена:
- До 1900. приказано по именом Песак.